# 北萊特普蘭特 (新墨西哥州)
北萊特普蘭特（英語：North Light Plant）是位於美國新墨西哥州聖胡安縣的普查規定居民點。

## 人口
根據2020年美國人口普查的數據，北萊特普蘭特的面積為5.60平方千米，皆為陸地。當地共有人口556人，而人口密度為每平方千米99.29人。